# Jelše, Krško
Jelše este o localitate din comuna Krško, Slovenia, cu o populație de 117 locuitori.